# Egg Islands (Huon River)
De Egg Islands zijn een kleine groep langgerekte en laaggelegen eilanden in het estuarium van de rivier de Huon in Zuidoost-Tasmanië. Hier ligt aan de westelijke oever van deze rivier het gehucht Franklin. Het totale oppervlak van de eilanden bedraagt 317 ha.
Tot de jaren 80 waren deze eilanden particulier eigendom en werden ze gebruikt voor begrazing en wat groenteteelt. Er werd ook veel gejaagd en gevist in dit gebied, hoewel de eilanden zelf maar weinig betreden werden wegens de dichte begroeiing en de drassige ondergrond.

## Natuurgebied
De eilanden liggen in een zoutwater-getijdengebied en bestaan voor een deel uit zout grasland en deels uit eucalyptus-moerasbos. Een kleiner deel bestaat uit moeras- en veengebied met melaleuca-bomen.

### Vogels
De eilanden zijn uitgeroepen tot Important Bird Area, omdat ze een kleine populatie van de bedreigde australische roerdomp huisvesten. De eilanden worden ook regelmatig bezocht door bedreigde zwaluwpapegaaien. Er leeft voorts een grote kolonie tasmaanse waterhoenen en geellelhoningeters op de eilanden. Andere vogelsoorten die hier voorkomen zijn de geelbuikrosella, tasmaanse honingeter, zwartkophoningeter, geelkeelhoningeter, tasmaanse vliegenvanger, gevlekte struiksluiper en de tasmaanse doornsnavel.